# Andy Warhol (canción)
«Andy Warhol» es una canción escrita por el músico británico David Bowie en 1971 para el álbum Hunky Dory. Es una canción acústica acerca de una de las primeras inspiraciones artísticas de Bowie, el artista estadounidense de arte pop Andy Warhol.
La canción fue originalmente escrita para Dana Gillespie, quién la grabó en 1971, pero su versión no fue publicada hasta 1973 en su álbum Weren't Born a Man. Ambas versiones presentan una guitarra acústica por Mick Ronson.

## Versiones en vivo
- Bowie tocó la canción en el programa de la BBC Sounds of the 70s con Bob Harris el 23 de mayo de 1972. Está fue transmitida el 19 de junio de 1972 y publicada en el álbum de 2000, Bowie at the Beeb.[6]
- Otra versión en vivo grabada en el Santa Monica Civic Auditorium el 20 de octubre de 1972 fue publicado en Santa Monica '72 y Live Santa Monica '72.[7]
- Una versión grabada en 1995 durante la gira de Outside Tour fue publicada como parte del álbum en vivo Ouvrez le Chien (Live Dallas 95).[8]

## Otros lanzamientos
- La canción fue publicado como lado B del lanzamiento de sencillo "Changes" el 14 de enero de 1972.[9]
- La canción aparece en el álbum de 2020, ChangesNowBowie.[10]

## Créditos
Créditos adaptados desde las notas del álbum.
- David Bowie – voz principal y coros, guitarra acústica, palmadas
- Mick Ronson – guitarra acústica, percusión
- Ken Scott – sintetizador ARP